# 國軍克難英雄
國軍克難英雄，是中華民國國軍的獎項，1950年開始選拔。1951年元旦，首屆獲獎人員由中華民國總統蔣中正親自頒發「國軍克難英雄紀念章」。

## 歷屆人物

### 首屆

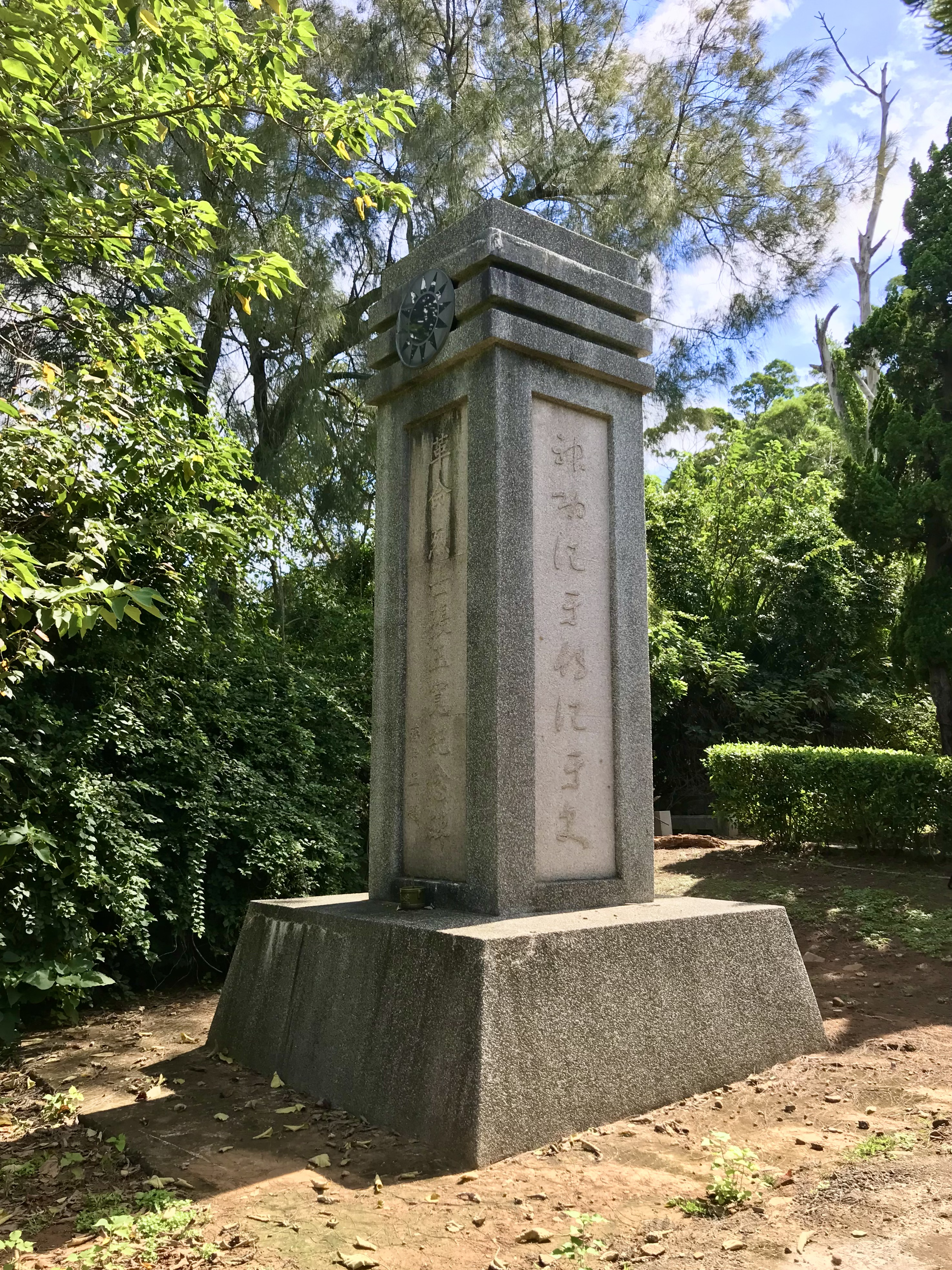
革命烈士張玉寬紀念碑

- 張玉寬，雲南人，當選首屆克難英雄。新竹市立有其紀念碑。
- 李北洲中校，第一屆中華民國海軍「克難英雄」。
- 空軍第四大隊二十三中隊中隊長周志開上尉，曾獲選為國軍第一屆克難英雄。

### 第2屆
- 劉鐵燊，廣東省順德縣（現今佛山市順德區）人，黃埔海軍官校二十九年班畢業，海軍上校，民國四十年劉員任職峨嵋艦少校輪機長時，克服各種困難，勵行裝備保養，修復輪機裝備，使該艦恢復原來性能，歷次遠航任務均能圓滿達成，榮膺國軍第二屆克難英雄。(海軍忠勤事略第一輯，第一二八頁，中華民國五十四年三月，海軍總司令部總司令(劉廣凱)辦公室編印)。
- 劉伯川，河北省石家莊人，陸軍上校退伍，榮獲國軍第二屆克難英雄。
- 陳懷，國軍第二屆克難英雄時，獲頒一支手錶，其上還刻有紀念字句。
- 張元春工程師，曾榮膺為國軍第二屆克難英雄。

### 第3屆
- 剛葆璞，1950年4月28日駕F-5E（P-38戰鬥機偵察型；與諾斯洛普F-5E老虎Ⅱ式戰鬥機不同。）偵照上海，在上海北郊大場機場首先發現俄援中共之米格-15戰鬥機。時任上尉副隊長的剛葆璞中將駕駛P-38偵照機進入上海執行偵照任務，首先於大場機場發現MiG-15型機進駐之重要情資，獲總統蔣中正召見，並膺選為當年國軍克難英雄。
- 陳慧劍，原名陳永年，1951年獲選為國軍第三屆「克難英雄」。
- 李北洲中校，第三屆中華民國海軍「克難英雄」。
- 姜克鐸中校，民國41年(1952年)榮膺國軍第三屆克難英雄，陸軍總司令孫立人頒發榮譽狀；民國42年(1953年)元旦，於總統府接受蔣中正總統表揚。

### 第4屆
依據國防部總政戰部發行之國軍英雄譜書本，內容蒐整歷屆克難英雄名單。民國42年7月15及16日國軍執行東山島突擊作戰，有功人員獲選第四屆國軍克難英雄，並於民國43年元旦頒獎。

陸軍共計100位:唐義雄、劉基清、羅慶祥、高平、孫金生、胡博、王根連、梁廣鴻、李保敏等
 海軍及陸戰隊共49位:桂宗炎、蔡永洪、雷太元、卓祖馨、梁天价、楊金喜、汪傳賢、湯永康、葉揭掀等。
 陸戰隊:屠由信、易文瀾等。
 空軍:郭汝霖、李文忠、張慶生、林壽、羅輔傑、余恩蜀、張建業、田熙三、蔡采生等。

### 第5屆
本屆是國軍四十三年度克難英雄，經由各部隊、機關、學校、工廠逐層推選，並由陸海空勤各總部、衛戍、憲兵、保安司令部，暨各游擊部隊等單位，依據「修正國軍克難英雄之產生及獎勵辦法」之規定，詳細評審，呈報國防部核定，計共289員。
由於遴選辦法的改變，依照國防部所頒辦法，僅有綜合積分六十分以上者，僅可膺選為英雄，其中有一個人的積分有高達一千九百零六分之多，只是不知道是誰。
- 陸軍，有戰鬥英雄10名、克難英雄90名：
  - 汪喜田，湖北孝感人，時年28歲，當時是高登島戰士，輪值夜哨勤務時遇上水鬼，受到軍聞社表揚。1955年1月，蔣中正頒賜褒揚狀授與汪喜田，是「第五屆國軍克難英雄」。
  - 王志，四川省蓬溪縣（現今遂寧市蓬溪縣）人，時年34歲，當時是中華民國陸軍上尉及一名外科醫師，長期行醫於白犬前線醫療站，行醫於金門、大擔、西犬等外島地區，獲得蔣中正二度召見，為「第五屆國軍克難英雄」。
- 海軍，有戰鬥英雄30名、克難英雄20名：
- 空軍，有戰鬥英雄31名、克難英雄19名：
- 聯勤，有克難英雄50名：
- 游擊部隊，有戰鬥英雄8名、克難英雄4名：
- 游擊傘兵總隊，趙富奇上士、胡天鵬下士：
- 保安司令部，有戰鬥英雄5名、克難英雄1名：
- 憲兵司令部，有戰鬥英雄2名、克難英雄4名：
- 各師管區，有克難英雄4名：
- 政工幹部學校，有克難英雄2名：
- 反共義士戰鬥團，有克難英雄1名：
- 國防部暨直屬單位，有克難英雄6名：[2]

### 第6屆
- 郭勳景少將，電雷學校第2期/27年畢，曾任永寧艦艦長、高安艦艦長、太倉艦艦長、洛陽艦艦長、驅逐艦隊司令、艦隊訓練部司令、海軍總部副參謀長及第1軍區司令等重要軍職。曾參加海南島保衛戰、東山島戰役、三門灣海戰、台山列島海戰，並當選國軍第6屆戰鬥英雄。
- 吕廷文中尉，空軍官校31期，民國42年獲選成為第一代雷虎小組成員，民國44年年参與七O四霞浦空戰，當選國軍第六屆克難英雄，獲頒克難英雄紀念章乙座。
- 游擊傘兵總隊計有董成德上尉、戴正上士、沈長齡上士、趙富奇上士、楊鴻濱上士、孫仕信上士、朱湘萍中士、胡天鵬下士等8員，執行「大陸特種任務」有功。
- 海龍蛙兵：劉雨成少將

### 第7屆
1956年12月31日，金門前線國軍克難英雄政士一行47人，乘空軍專機二架飛抵台北松山機場，總政治部主任蔣堅忍為首的各界代表，影星、歌星、名媛閨秀、都在松山機場熱烈的歡迎遠道而來的克難英雄，往設在重慶北路二段的英雄館休息。準備參加1957年元旦起在台北舉行的第七屆國軍克難英雄大會，老蔣總統親臨點名致訓。蔣總統在元旦當天設宴款待：中華民國各界假中山堂中正廳舉行慶祝歡迎大會，由立法院院長張道藩主席，全體克難英雄政士328人及各界代表共2千人參加。會間並通過上總統電文及向三軍將士致敬電文。蔣總統中午在中山堂光復廳召宴328位國軍英雄，三軍高級首長皆參與盛會，總統在宴會中舉杯祝賀大家勝利成功。
游擊傘兵總隊計有董成德上尉、戴正准尉、沈長齡准尉、趙富奇准尉、楊鴻濱准尉、孫仕信准尉、朱湘萍中士、胡天鵬下士等8員，執行「大陸特種任務」有功。

### 第8屆
- 周漢傑將軍，曾當選國軍第八屆克難英雄，獲頒克難英雄紀念章乙座。
- 周慶來將軍，1957年當選國軍第八屆克難英雄，獲頒克難英雄紀念章乙座。
- 王锡爵，四川遂宁人，曾当选1957年度的中华民国国军第八届克难英雄的战斗立功英雄。
- 應龍，（1923年-2010年12月6日），福建省南平縣（現今南平市延平區）峽陽鎮人，1945年隨國民政府憲兵第四團來台，任職台北憲兵司令部調查組。1954年調往彰化（前保安司令部）任職，其間表現優異，屢建奇功。1957年首度當選國軍克難英雄。他是應曉薇的父親[3]。
- 王安轉，馬祖守備區指揮部兩棲偵察隊，廣東豐順（現今梅州市豐順縣）人，於1957年10月22日夜奉命突擊連江縣黃岐、赤沃，中共水兵師，英勇過人，獨自入中共幹部臥室，擊斃共幹一名，又轉入中共兵睡寢，擊斃中共兵數名，斯時不幸右腿中彈，才退出室外，又撤退至艇上，鮮血不止。

### 第9屆
- 黃希賢少將，海軍官校39年班，曾任中海軍艦艦長、洛陽軍艦艦長、官校學生總隊長、登陸第2艦隊艦隊長及海軍總部督察長等重要軍職。曾參加浙海三門灣、小雞山、大陳、金門戰役，並當選第9屆國軍克難英雄及47年度特保最優人員。

- 施龍飛中尉，民國47年(1958年)8月13日午時，空軍第5聯隊6大隊12中隊2架RF-84雷閃式偵察機，由宋亨霖中校領隊前往福州機場執行偵照任務，突遭遇共軍海軍航空兵第4師10團4架米格15戰鬥機攔截圍攻，僚機施龍飛中尉為掩護長機安全脫離，保全珍貴的偵照資料，乃以自身為誘餌，誘使敵機向其攻擊，致右襟翼遭敵彈洞穿，在在如此劣勢條件下，施中尉仍以高超飛行技術，突破2架敵機包抄追擊成功逃出，最後雙雙平安降落於臺灣桃園空軍基地，施中尉並因而獲選為第9屆國軍克難英雄。

### 第11屆
- 馬文興，原名文鑫，又名家富，1927年12月23日生於湖南省湘潭县（現今湘潭市湘潭縣）茶园铺高山黎家湾。 曾當選國軍十一届克难英雄。

- 孫楨 字幹青 陸軍步兵上校 1913年8月10日 生於山東省平陰縣（現今濟南市平陰縣） 民國48年，49年 親自带领自立總隊完成八七水災重建艱難任務，陳誠副總统親颁雲麾勋章，當選國軍十一届克难英雄。1973年来美定居，2001年11月21日過世於休斯敦，安葬於Memorial Oak Cemetery。

- 谢進 山東人 空軍通信上校  當選國軍十一届克難英雄。

### 第13屆
李南屏，陝西省南鄭縣（現今漢中市南鄭區）人，生於民國十九年十月十六日。曾連續當選為第十三、十四屆國軍克難英雄。

### 第14屆
李南屏，陝西省南鄭縣人，生於民國十九年十月十六日。曾連續當選為第十三、十四屆國軍克難英雄。

### 1971年
- 應龍，（1923年-2010年12月6日），福建省南平縣峽陽鎮人，1945年隨國民政府憲兵第四團來台，任職台北憲兵司令部調查組。1954年調往彰化（前保安司令部）任職，其間表現優異，屢建奇功。1971年第二度當選國軍克難英雄。他是應曉薇的父親[3]。

### 第23届（民國61年，西元 1972年）
- 趙文科生於民國13年，籍貫河南省洛陽縣。年青時響應蒋委員長的號召“十萬青年十萬軍”而從軍。服役空軍專研飛機結構，維護和修理。當年負起修復得來不易由於降落失事損壞的 F104G戦機。美國軍方供應者都摇頭不相信那架戦機能修復。但是趙文科先生以多年累積的專業知識，整合同仁們的各自專長的技術，率隊分配工作，筹措和創製所需的 特種工具，歴経無數堅苦困難，一一克服，終於把該機修復出廠，完好如初。為國家節省了約 一百五十萬美元 （這是當年的數字）。美軍人員都稱讃“這是世界第一流”的技術。

除此之外還解封了十五架軍刀機，安装完善，送給各大專院校作為學生實習用。    
曾獲忠勤勲章，楷模和懋績等多項奨章。這次的得奨是最高的榮耀 “國軍克難英雄”。

### 1978年
林金榮 浙江省玉環縣（現今台州市玉環市）人